# Fritz Grünbaum
Fritz Grünbaum, másképp Fritz Gruenbaum, eredetileg Franz Friedrich Grünbaum (Brno, 1880. április 7. – Dachaui koncentrációs tábor, 1941. január 14.) osztrák kabaréművész, operett- és slágerszerző, színházi rendező, színész és konferanszié.

## Élete
Grünbaum gyermek- és ifjúkorát Brnoban töltötte családjával, ahol apja műkereskedőként dolgozott. Tizennyolc éves korában beiratkozott a Bécsi Egyetem jogi karára, s mint a zsidók többsége, a bécsi Leopoldstadtban lakott. Jogi doktori címet nem szerzett, de végül a mesterképzéssel megegyező diplomával távozott. Tanulmányai során megnőtt az érdeklődése az irodalom iránt. Már diákkorában is dolgozott újságíróként szülővárosában, illetve irodalmi egyesületet alapított a Neue Akademische Vereinigung für Kunst und Literatur néven. Tanulmányai befejezése után a bécsi Hölle kabaré munkatársa lett, ahol 1906-ban mutatkozott be először a Phryne című operettben. 1903-tól librettókat írt többek között Robert Bodanzky-val, s színészként is feltűnt különböző mellékszerepekben számos bécsi pinceszínpadon és revüszínházban.

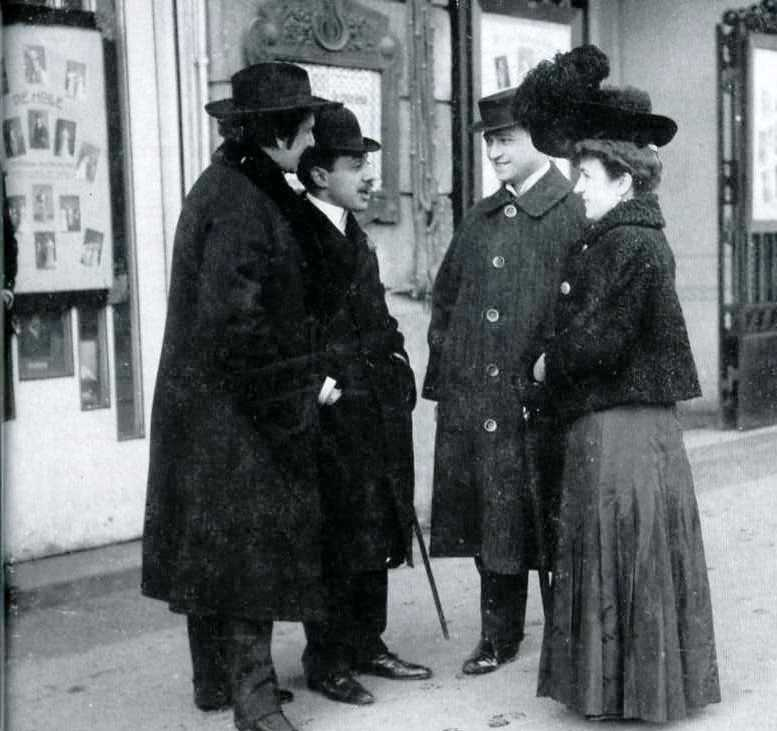
Fritz Grünbaum (balról a 2.) beszélgetés közben a bécsi Hölle kabaré előtt, 1908

Az első világháború kitöréséig újra és újra Berlinbe utazott – először 1907-ben először jelent meg a „Chat Noir”-ban –, hogy konferansziéként lépjen fel Rudolf Nelson színházaiban. – Nelson Grünbaumról: "[...] amikor nem beszélt, szánalmas teremtménynek tűnt, egy senkinek, aki elveszett a jelenetek között. De – amikor kinyitotta a száját – egy „agyi tűzijáték”. Csavaros logikával lövi viccrakétáit és bonmot-it megállás nélkül a meghökkent közönségre. Nagyszerű tehetség! Túl jó Bécshez […]”.
1914-ben Grünbaum először lépett fel a Simplben, a legendás bécsi kabaréban. Az első világháború után gyakran lépett fel újból a Simplben. Karl Farkasszal együtt 1922-től továbbfejlesztette és csúcs járatta a magyarországi „Doppelconférence”-t (amelyet a bécsi „Budapester Orpheum(de)” is bemutatott, az „Okos” és a „Hülye” szerepével), amelyet Farkas így magyarázott a partnerének: „A Doppelconférence(de) lényege az, hogy veszünk egy rendkívül intelligens, jó megjelenésű férfit – ez vagyok én -, és adunk hozzá egy másodikat, azaz a hülyét. Az emberi jellegzetesség minden szabálya szerint természetesen, az leszel te!”).
Grünbaumot az ismerősök „elbűvölő kortársként” írták le. 1910-ben felpofozott egy cs. és kir. tisztet a „Hölle” kocsmában, amikor a műsor közepén a tiszt antiszemita jelszavakat kiabált. Aztán folytatta az előadását. Később a tiszt kihívta Grünbaumot egy „szablya- és pisztolypárbajra”, amelyben Grünbaum megsebesült.
1915. február 1-jén vonult be az első világháborúban, miután önként jelentkezett katonai szolgálatra. 1916 tavaszán az olasz fronton harcolt, s kiábrándultan tért haza (főhadnagyi fokozattal), és ettől kezdve pacifista kijelentésekkel is felhívta magára a figyelmet.
1908 és 1914 között felesége Carli Nagelmüller volt, született Karolina Nagelmüller. 1916-ban feleségül vette kolléganőjét, Mizzi Dresslt, majd 1919. november 10-én nőül vette Lilly Herzlt (Elisabeth, Herzl Tivadar unokahúga), akivel élete végéig együtt maradt. Lilly Herzl egy ideig el tudott bújni egy bécsi barátnőjénél, Elsa Klaubernél, de 1942 októberében a Maly Trostinez megsemmisítőtáborba deportálták, ahol négy nappal később meghalt.
1926-tól a Wiener Bürgertheaterben dolgozott. Karl Farkasszal színpadra vitte a Journal of Love című előadást, amelyhez Egon Neumann szerezte a zenét és gyönyörű nők mutogatták benne lábaikat, Rita Georg pedig nadrágszerepben lépett fel. A Wien lacht wieder (Bécs újra nevet) című darab, amely 1926. október 1-jén került bemutatásra, szintén ebbe a sémába illeszkedett. Harminc képben Grünbaum és Karl Farkas (zene: Ralph Benatzky) az előző évi slágerrevüt mutatta be, amely semmit sem vesztett népszerűségéből. 120 résztvevő és 900 jelmez volt. A darabot egy évig játszották.

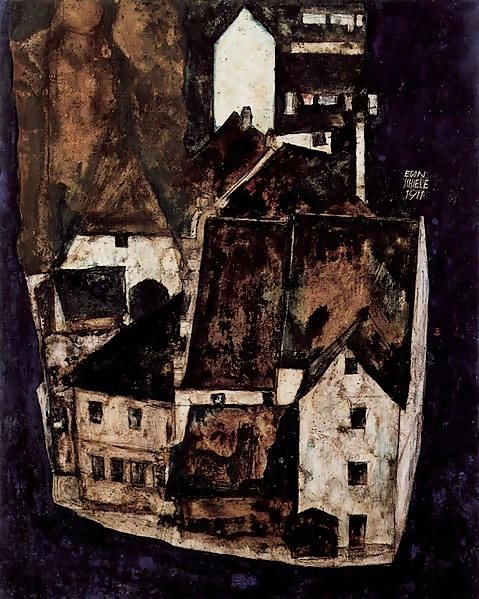
Egon Schiele: Halott város III 1911, egykori Grünbaum-gyűjtemény, ma a bécsi Leopold Múzeum

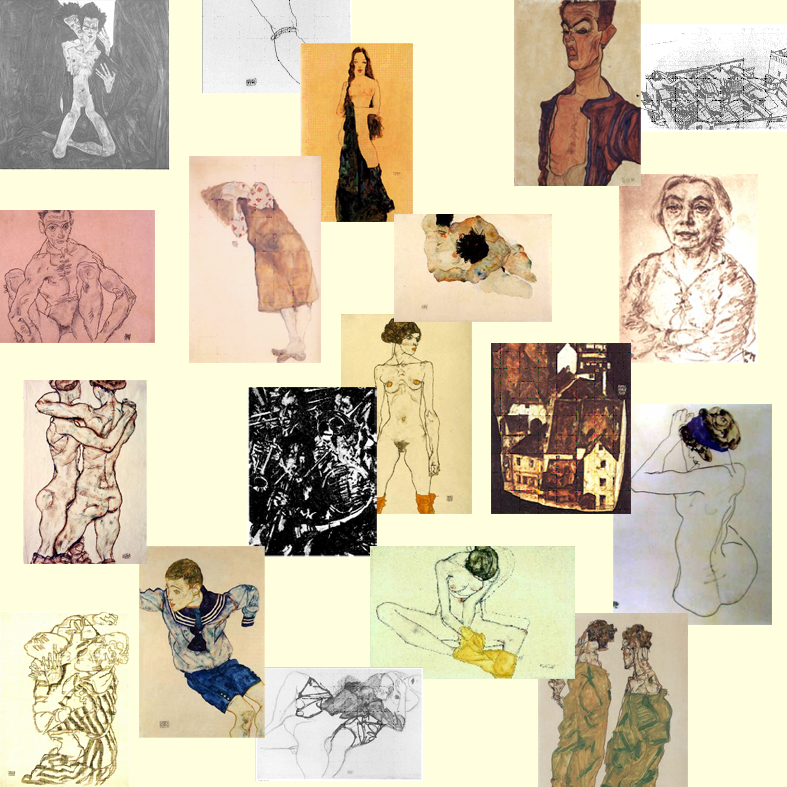
A Fritz Grünbaum gyűjtemény részei

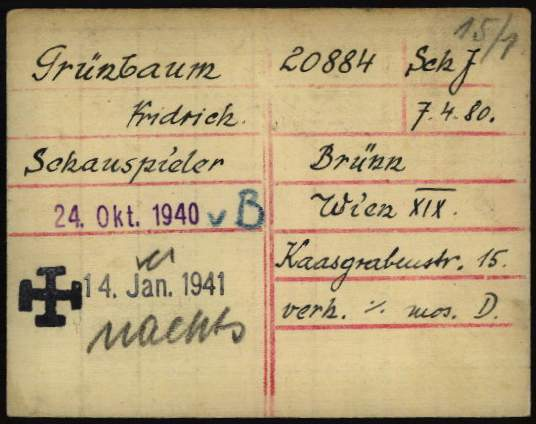
Fritz Grünbaum fogolynyilvántartó lapja a dachaui koncentrációs táborban

Grünbaum nagyon gyakran ingázott Berlin és Bécs között. Berlinben filmekben szerepelt, dalszövegeket és forgatókönyveket írt, Bécsben különféle kabarékban dolgozott. 1933-től szövegei egyre többet foglalkoztak politikával. Egyik utolsó fellépésén a bécsi Kabarett Simplben a Metro Grünbaum – Farkas gúnyos híradója című műsorban még azzal viccelődött egy áramszünet alatt, amikor kialudtak a fények: „Nem látok semmit, abszolút semmit, biztos eltévedtem a nemzetiszocialista kultúrában”. 1938. március 10-én, a német csapatok Ausztriába vonulása előtti napon Karl Farkasszal még egyszer utoljára együtt játszott a Simplicissimusban. Ezt követően a Birodalmi Kultúrkamara betiltotta a zsidó művészek fellépését. Egy nappal később Grünbaum megpróbált feleségével Csehszlovákiába menekülni, de a határon visszautasították. Egy ideig Bécsben bujkált; aztán elárulták, és 1938. május 24-én dachaui koncentrációs táborba deportálták. Később Buchenwaldba vitték, majd visszakerült Dachauba. 1941. január 14-én halt meg – a halotti anyakönyvi kivonat szerint „szívbénulás” következtében. Szilveszterkor még egyszer utoljára fellépett szenvedőtársai előtt. Tuberkulózistól kimerülve halt meg, de éles nyelve sosem hagyta el. Konferált például arról, hogy miként kívánja legyőzni az „ezeréves birodalmat”, vagy hogy a cukorbetegség ellen a teljes nélkülözés és a szisztematikus éhezés a legjobb gyógymód. Amikor a koncentrációs tábor őre nem adott neki szappant, Grünbaum így válaszolt: „Ha nincs pénzed szappanra, akkor ne tarts fenn egy koncentrációs tábort”. Sírja a Bécsi Központi Temetőben található (1. kapu; régi izraelita részleg, 20. parcella, 23. sor, 22. sír).

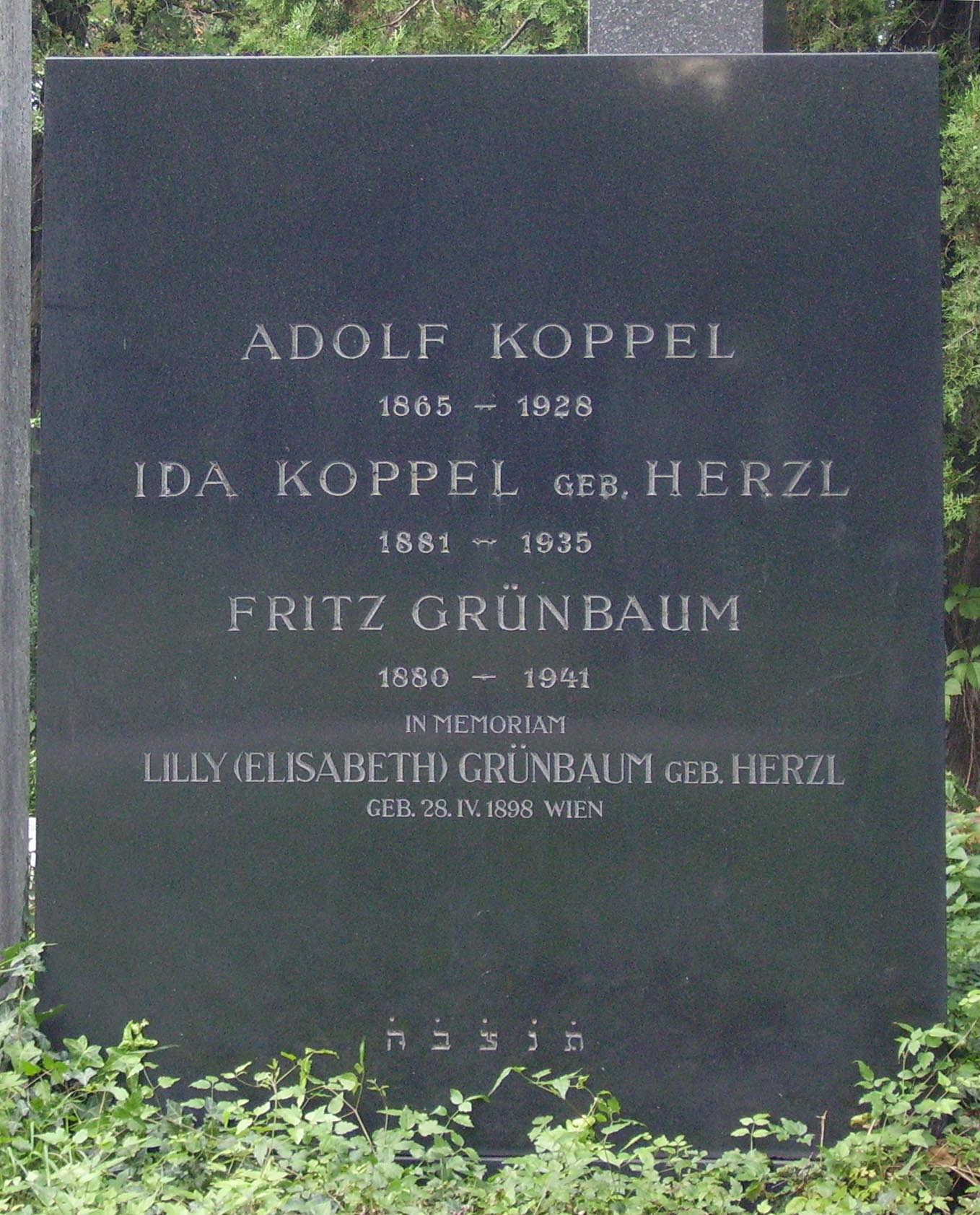
Sírkövef

## Művészeti gyűjtemény és kárpótlás
Fritz Grünbaum ismert műgyűjtő volt – különösen az osztrák modern művészet terén –, akinek művei híres katalógusokban és kiállításokon szerepeltek. A műtárgyak és könyvtárának eladási útvonala és holléte még nem tisztázott, és csak részben kerültek visszaszolgáltatásra. Műgyűjteménye több mint 400 műből állt, amelyeket Franz Kieslinger értékbecslő jelentése 68 tételben írt le. Ez az értékelő jelentés összesen 446 munkáról számol be, amelyek nagy része grafika. A gyűjtemény Egon Schiele több mint 80 művét tartalmazta. Képviseltette magát többek között Albrecht Dürer, Rembrandt van Rijn, Max Oppenheimer, Edgar Degas, Carl Spitzweg, Oskar Kokoschka és Käthe Kollwitz. A gyűjtemény náci korszakbeli holléte nem tisztázott, a gyűjtemény 25%-a az 1950-es évek elején került a műkincspiacra Eberhard W. Kornfeld svájci műkereskedő révén. A többi sorsa nem ismert.
Grünbaum örökösei évek óta küzdenek a korábban gyűjteményében szereplő művek visszaszolgáltatásáért; azonban gyakran sikertelenül. 2005-ben elutasították Schiele „Ülő nő felhúzott lábbal (torzó)” visszaszolgáltatására irányuló kérelmet. A bíróság megállapította, hogy túl sok idő telt el, ezért Grünbaum örökösei már nem tarthatnak rá igényt.
2015-ben Grünbaum örökösei igényt nyújtottak be Schiele „Nő fekete kötényben” (1911) és „Arcát eltakaró nő” (1912) című műveinek visszaszolgáltatására. A HEAR-törvénynek köszönhetően elrendelték a kártérítést, amint azt Ramos bíró ítéletében megjegyezte: „A HEAR-törvény arra kényszerít bennünket, hogy segítsünk visszaszolgáltatni a nácik által elrabolt műkincseket az örökösöknek” és utalt arra a „gyomorforgató eljárásra, amelynek során Grünbaum vagyonát elrabolták.”

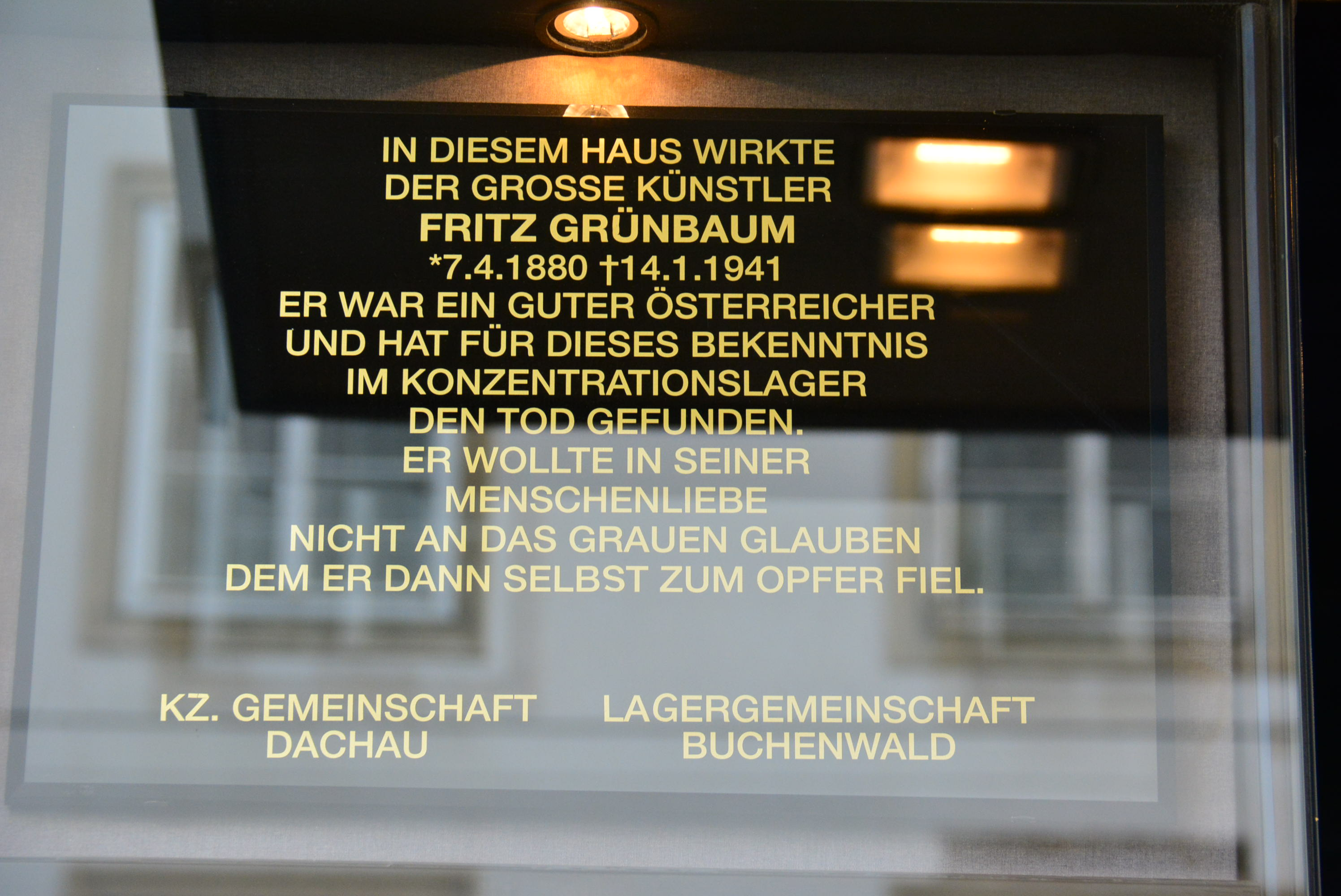
Emléktábla a Wollzeile 36. számú házon

## Elismerései
- 1968: Bécsben 22. kerületében, Donaustadtban a Grünbaumgasse az ő nevét viseli
- 1989: Bécs 6. kerületében, Mariahilfben, a Fritz-Grünbaum-Platz viseli a nevét[24]
- Walk of Fame des Kabaretts (Mainz) – egy csillagot szenteltek neki
- Grünbaum egykori lakóházán, a Wollzeile 36. szám alatt, ahol a Simpl kabaré található, emléktáblát helyeztek el (Ugyanebben a házban lakott pl. Michl Schwarz orvos, labdarúgó is)

## Művei (válogatás)
Operettek, színdarabok
- Peter und Paul reisen ins Schlaraffenland. Robert Bodanzkyval, zene: Lehár Ferenc, 1906.
- Phyme. Robert Bodanzkyval, zene: Edmund Eysler, 1906.
- Die Dollarprinzessin. A. M. Willnerrel, zene: Leo Fall, 1907.
- Mitislaw, der Moderne. Robert Bodankzkyval, zene: Lehár Ferenc, 1906.
- Der Liebeswalzer. Robert Bodanzkyval, 1908.
- Miß Dudelsack. Hans Reicherttel, zene: Rudolf Nelson, 1909.
- Das Musikantenmädel. Wilhelm Sterkkel, zene: Jarnó György, 1910.
- A cigányprímás. Julius Wilhelmmel, zene: Kálmán Imre, 1912.
- Sturmidyll. Vígjáték, 1914.
- Mein Annerl. Wilhelm Sterk közreműködésével, zene: Jarnó György, bemutatója Bécsben, 1916-ban.
- Der Favorit. Wilhelm Sterkkel, zene: Robert Stolz, bemutató: 1916, Berlin
- Ein modernes Mädel. Wilhelm Sterkkel, zene: Leon Jessel, 1918.
- A csikós bárónő. Zene: Jarnó György, bemutató: Hamburg, 1919
- Des Königs Nachbarin. Wilhelm Sterkkel, zene: Leon Jessel, 1923.
- Weltgeschichte gefällig. Revü. Armin Friedmann-nal, zene: Stephan Weiss, Willy Engel-Berger, 1928
- Traumexpress. Karl Farkasszal, 1931.
- Die Schöpfung. Kabaré.
- Die Hölle im Himmel. Kabaré.
- Der leise Weise.

Dalok
- Dort unterm Baum. Dal népies stílusban, zene: Willy Kunkel, 1912, Drei Masken Verlag
- Henriette. Dal és foxtrott, zene: Richard Fall, 1927, Wiener Bohême Verlag
- Draußen in Schönbrunn. Wiener-Lied, Karl Farkasszal, zene: Ralph Benatzky, 1926, Wiener Bohême Verlag
- Nimm dir nur ja keine Frau vom Mississippi. Dal és foxtrott, zene: Richard Fall, 1927, Wiener Bohême Verlag
- Wenn ich in deine falschen Augen schaue... Dal és tangó, zene: Richard Fall, 1927, Wiener Bohême Verlag
- Ich hab das Fräuln Helen baden sehn. Zene: Fred Raymond

## Filmjei
színészként, hacsak másképp nem szerepel
- 1929: Melodie des Herzens (csak dalszöveg)
- 1931: Der Raub der Mona Lisa
- 1931: Meine Frau, die Hochstaplerin
- 1931: Der brave Sünder
- 1931: Arm wie eine Kirchenmaus
- 1932: Einmal möcht’ ich keine Sorgen haben
- 1932: Ein Lied, ein Kuß, ein Mädel
- 1932: Mensch ohne Namen
- 1932: Es wird schon wieder besser
- 1932: Mädchen zum Heiraten
- 1934: Peter

## Grünbaum művei - halála után adták ki újra
- Das Cabaret ist mein Ruin. 2 CDs (CD1: Chansons, Conferencen und Texte von (und mit) Fritz Grünbaum. CD2: Feature über Fritz Grünbaum von Volker Kühn). Edition Mnemosyne, Verlag für Alte Hüte & Neue Medien, Neckargemünd / Wien, 2005, ISBN 3-934012-23-X.
- Fritz Grünbaum: Hallo, hier Grünbaum! Hrsg. und mit einem biographischen Vorwort von Pierre Genée, Löcker Verlag, Wien/ München 2001, ISBN 3-85409-330-6.
- Fritz Grünbaum: Die Schöpfung und andere Kabarettstücke. Mit einer kabarettistischen Vorrede von Georg Kreisler. Hrsg. u. mit e. biograph. Nachw. von Pierre Genée und Hans Veigl. Löcker Verlag, Wien/ München 1984, ISBN 3-85409-071-4.
- Fritz Grünbaum: Der leise Weise. Gedichte und Monologe aus dem Repertoire. Herausgegeben von Hans Veigl. Wien 1992, ISBN 3-218-00552-3.